# Ludwig Börne

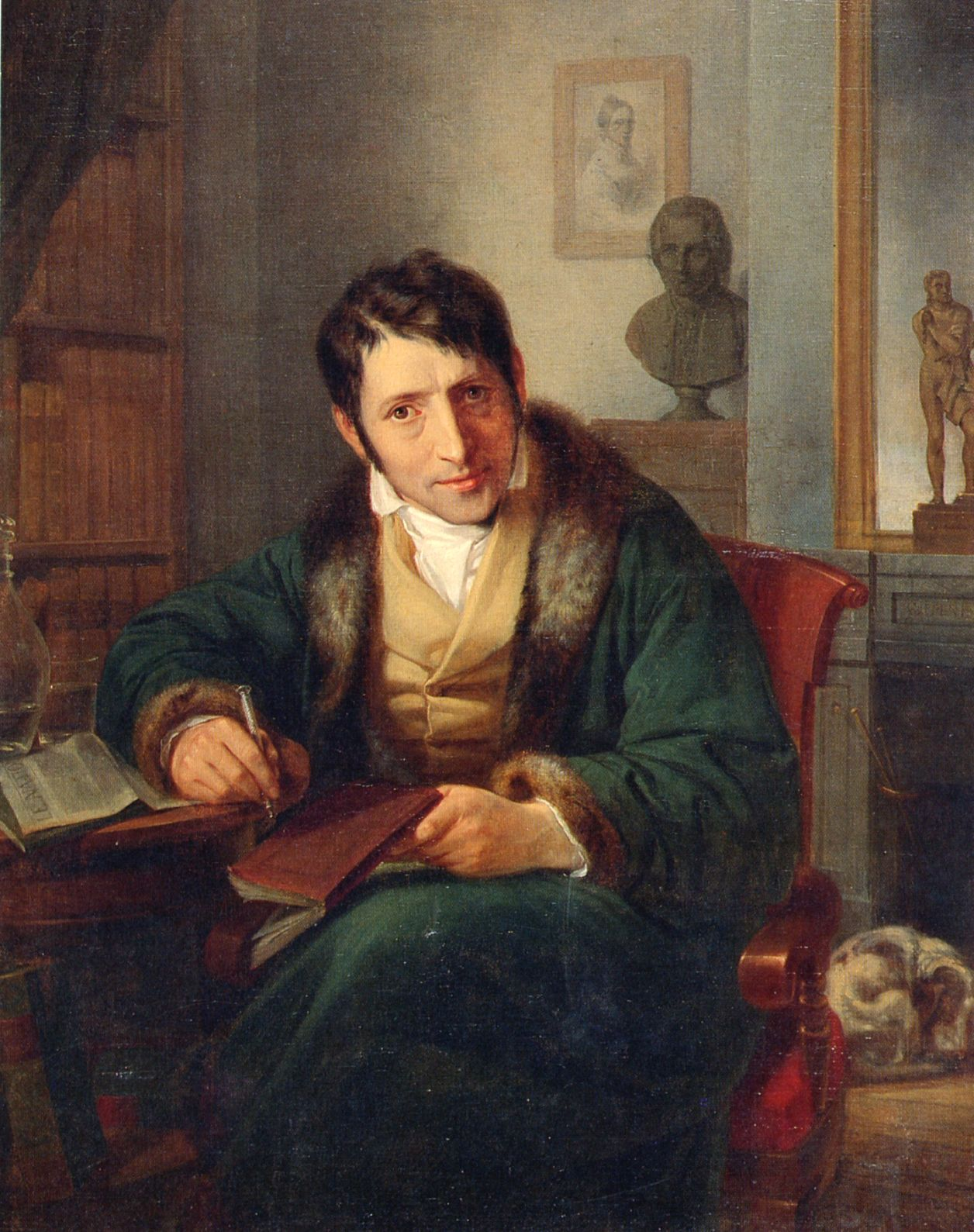
Ludwig Börne, Oljemålning av Moritz Oppenheim, 1827

Ludwig Börne, ursprungligen Löb Baruch, född 6 maj 1786 i Frankfurt am Main, död 12 februari 1837 i Paris, var en tysk författare av judisk börd.
Börne föddes i Frankfurts judegetto och fick efter medicinska och juridiska studier anställning som polisaktuarie i hemstaden 1811 under furst-primas Karl Theodor von Dalbergs liberala styrelse, men avskedades 1814, sedan storhertigdömet Frankfurt och förbudet för judar att inneha ämbeten i staden återinförts.
Börne ägnade sig därefter åt fri journalistik och författarverksamhet. Han lät 1818 av praktiska skäl döpa sig. Som redaktör av tidskriften Zeitschwingen och Die Wage råkade han i ständiga konflikter med censuren. Genom sin dristiga hänsynslöshet och sin vassa stil, bildad efter franskt mönster, blev han tillsammans med Heinrich Heine, med vilken han senare råkade i fejd, ledare för det radikalt liberala Das junge Deutschland.
Från 1830 till sin död bodde Börne i Paris och bekämpade därifrån det sedan Napoleonkrigen i Tyskland florerande franskhatet. Hans Briefe aus Paris (1830, julirevolutionens år) väckte en oerhörd uppmärksamhet, något som Börne såg till att vidmakthålla under sina återstående, av sjukdom färgade år. Inte minst uppmärksammades hans angrepp på Goethe, vars upphöjdhet över dagspolitiken Börne ansåg vara typisk för den aristokratiska esteticism han bekämpade.
Börnes svidande kritik av tysk politisk efterblivenhet genomgår samtliga hans kåserier, essayer, romaner och humoresker och färgade länge det tyska omdömet om honom. Ett värdefullt bidrag till Börnes karaktär ger breven från hans trogna väninna och vårdarinna under de sista åren, Briefe der Frau Jeanette Strauss-Wohl an Börne (utgivna 1907). Börnes samlade skrifter utgavs första gången 1829-1834.
1823 skrev Börne uppsatsen "Die Kunst in drei Tagen ein Originalschriftsteller zu werden." Sigmund Freud inspirerades av uppsatsen till sin 'associationsmetod', dvs Doras 'chimney sweeping'.